# Home (bài hát của BTS)
"Home" là một bài hát của nhóm nhạc nam Hàn Quốc BTS trong mini album thứ sáu của nhóm, Map of the Soul: Persona (2019), được phát hành dưới dạng kỹ thuật số vào ngày 12 tháng 4 năm 2019.

## Bối cảnh và phát hành
Bài hát được phát hành dưới dạng kỹ thuật số vào ngày 12 tháng 4 năm 2019.

## Sáng tác và lời bài hát
"Home" là một bài hát nhạc pop và R&B với lời bài hát nói về việc mặc dù họ đã trở nên thành công và hiện có thể mua được những thứ họ muốn trước khi thành công, nhưng họ lại cảm thấy mình không hài lòng với những thứ xa hoa. Trong bài hát, Jimin hát, "Tôi càng lấp đầy, tôi càng trống rỗng / Càng kề cận mọi người, tôi càng cảm thấy cô đơn." Đến cuối bài hát, họ đến với sự hiện diện của người mình yêu và tìm thấy niềm an ủi cuối cùng. Bài hát liên kết đến bài hát "Magic Shop" trước đó của họ từ Love Yourself: Tear, phản chiếu lại lời bài hát chẳng hạn như "bạn có tôi / tôi có bạn" và "so show me / I'll show you".
Trong một cuộc họp báo, J-Hope đã mở rộng về ý nghĩa của bài hát, nói rằng, "Bài hát nói về 'nhà', đó là nơi mà các người hâm mộ ở và trái tim chúng tôi ở, nơi chúng tôi muốn quay trở lại khi mọi thứ khó khăn và chúng tôi cảm thấy cô đơn. Chúng tôi nhận được sức mạnh từ những người yêu thương chúng tôi và chờ đợi chúng tôi."

## Đón nhận
Joshua Minsoo Kim từ Pitchfork đã gọi bài hát là một "bài hát nổi bật [mà] thể hiện một hình ảnh của sự sang trọng vô tư", và Noah Yoo từ cùng một công ty đã gọi bài hát là điểm nhấn của album, với các nhịp flow năng động và sự tương tác lẫn nhau giữa các thành viên một cách dễ dàng. Neil Z. Yeung từ AllMusic gọi nó là mượt mà và có hồn, và Kelly Wynne từ Newsweek gọi nó là hoàn hảo và là một "sự kết hợp thú vị giữa rap và slow pop."

## Bảng xếp hạng
| Bảng xếp hạng (2019)                              | Vị trí cao nhất |
| ------------------------------------------------- | --------------- |
| Australia (ARIA)                                  | 99              |
| Canada (Canadian Hot 100)                         | 75              |
| Hungary (Single Top 40)                           | 26              |
| Japan (Japan Hot 100)                             | 69              |
| Lithuania (AGATA)                                 | 19              |
| Malaysia (RIM)                                    | 6               |
| New Zealand Hot Singles (RMNZ)                    | 10              |
| Slovakia (Singles Digitál Top 100)                | 94              |
| South Korea (Gaon)                                | 16              |
| South Korea (Billboard K-pop Hot 100)             | 4               |
| Anh Quốc Indie (OCC)                              | 12              |
| Hoa Kỳ Bubbling Under Hot 100 Singles (Billboard) | 1               |